# Мюррей, Элизабет
Эли́забет Мюрре́й (англ. Elizabeth Murray; 6 сентября 1940, Чикаго, Иллинойс, США — 12 августа 2007, округ Вашингтон, штат Нью-Йорк, США) — американская художница-абстракционист, живописец, скульптор, гравёр. Её работа стилистически относится к постминимализму или «Второй абстракции».
Наследие Элизабет Мюррей запомнится гигантскими, выкрашенными в насыщенные цвета абсурдистскими ассамбляжами.

## Биография
Элизабет Мюррей родилась в Чикаго в 1940 году, и детство её было тревожным; были даже эпизоды бездомности из-за болезни отца.
Эстетическая чувствительность пробудилась в ней рано.
Вспоминая школу, Элизабет описывала случай, когда рассерженный учитель густо исписал красным карандашом  её листок с классным заданием. Этот опыт объяснил ей, что такое телесная интенсивность цвета .
В 1958 году Элизабет поступает в Художественную школу при Институте Искусств в Чикаго. Своей целью она видела скорый успех на поприще коммерческой живописи. 
но вмешался случай: однажды она с удивлением обнаружила странную притягательность натюрморта с яблоками Сезанна в местном музее. Девушка старалась всякий раз по пути в классы зайти в музей, чтобы прояснить, в чём же здесь фокус? Как она вспоминала, с ней это было впервые: рассматривая картину, она даже на время потеряла ориентацию в пространстве и во времени: — „Тогда я поняла, что тоже смогла бы стать художником, если бы осмелилась и решилась“.

Я обнаружила, — когда я была ещё совсем юной, и пыталась найти равновесие в мире, а также место, где я могла бы уравновесить различные части себя; я обнаружила, что искусство — как раз самый подходящий для этого инструмент. Оно спасло мне жизнь. Оно может дать прибежище. В течение нескольких минут в день я могу рассчитывать на него, я могу выйти из себя и потеряться в своей работе; это помогает разобраться с миром и его противоречиями. 
Оригинальный текст (англ.)It’s the way I discovered when I was quite young of trying to find an equilibrium in the world, a place where I could balance out the different parts of myself. I think of art as a tool. It saved my life. It’s a way to escape. For a few minutes each day I can count on it, I can get out of myself and lose myself in my work. Most people can relate to that, when they’re doing something they really enjoy doing. And it helps you puzzle out the world, and all its contradictions, all the painful parts, all the hilarious parts. It’s soothing to me. And it’s the only time I feel I know what I am doing.— «BOMB»'62.
Следующий шаг: выхлопотав для себя грант на двухлетний магистерский курс по изобразительному искусству, Элизабет поступает в Колледж Миллс (англ.), частный гуманитарный институт высшего образования для женщин, расположенный в Окленде (англ.), штат Калифорния. В 1964 году она получает аттестат магистра искусств (MFA).
в конце 60-х Мюррей приехала в Нью-Йорк; с 70-х начала реегулярно выставляться в галерее Полы Купер (англ.).